# Sporta Klubs Super Nova
Lo Sporta Klubs Super Nova, o più semplicemente Super Nova, è una società calcistica lettone di Riga.

## Storia
Nata il 2 agosto 2000 come scuola calcio, ottenendo nel 2013 il successo nella Gothia Cup categoria Under-11, prima formazione lettone a riuscire nell'impresa.
Ha cominciato a disputare tornei del campionato lettone di calcio nel 2017, iscrivendosi alla 2. Līga, vincendo il proprio girone della zona Kurzeme e Zemgale.
Subito promosso in 1. Līga, nei due anni successivi finisce per due volte consecutivamente secondo, accedendo agli spareggi promozione, ma perdendo entrambe le volte con il Metta sia nel primo anno quando la squadra si chiamava ancora Metta/LU, che nel 2019. Dopo un 2020 di transizione, chiuso con un sesto posto, nel 2021, grazie anche all'argamento dei partecipanti, conquista per la prima volta l'accesso alla massima serie lettone, finendo terzo.
Al primo anno in Virslīga la squadra finì ultima con 20 punti in 36 giornate, ma fu in seguito riammesso per l'esclusione dello Spartaks Jūrmala. L'anno successivo la storia si è ripetuta: la squadra totalizzò appena 14 punti, finendo ultima e retrocedendo.

## Allenatori e presidenti[10]
| Allenatori - 2018-2019 Jurgis Kalns - 2019 Olegs Blagonadezdins - 2019-2020 Viktors Nesterenko - 2020 Aleksandrs Stradins - 2021-2022 Andrejs Lapsa - 2022-2023 Aleksandrs Kolinko - 2023 Sergejs Golubevs - 2023- Ervins Perkons |

## Palmarès

### Competizioni nazionali
- 1. Līga: 1

2024
- 2. Līga: 1

2017 (Girone Kurzeme e Zemgale)

### Altri piazzamenti
- 1. Līga:

Secondo posto: 2018, 2019
Terzo posto: 2021

## Statistiche e record

### Partecipazione ai campionati
| Livello | Categoria | Partecipazioni | Debutto | Ultima stagione | Totale |
| ------- | --------- | -------------- | ------- | --------------- | ------ |
| 1º      | Virslīga  | 3              | 2022    | 2025            | 3      |
| 2º      | 1. Līga   | 4              | 2018    | 2024            | 1      |
| 3º      | 2. Līga   | 1              | 2017    | 2017            | 1      |